# Вонлярлярские
Вонлярлярские — древний дворянский род.

## Происхождение и история рода
Согласно семейной легенде, две медвежьи лапы на гербе — отсылка к Битве при Земпахе 9 июля 1386 года, в ходе которой знаменосцу Гогенгерольдсека-Лара (нем. von Hohengeroldseck-Lahr) отрубили оба запястья. Однако доказательств этой легенды не существует.
Род берёт начало из Германии, там его представители именовались просто фон Лар (von Lahr / von Laar). После того, как некоторые их них перебрались в Польшу и были причислены к польскому дворянству, к фамилии прибавили «Лярские», став фон Ляр-Лярскими. Яков фон-Ляр-Лярский, получивший от Владислава IV поместья в Смоленском уезде, после покорения Смоленска (1655) поступил в подданство России, принял православие и стал писаться Вонлярлярский. Представители рода в России также часто называются кратким вариантом фамилии Вонлярский и (в мемуарной литературе) Ванлярский.
Потомки Алексея и Константина Петровичей Вонлярлярских, жалованных отцовскими поместьями в вотчину (1672), записаны в VI части родословных книг Смоленской, Калужской, Курской и Санкт-Петербургской губерний.
Богдан, Фёдор, Иван и Яков Константиновичи были стольниками при Петре. К этому роду принадлежали Николай Вонлярлярский, переводчик XVIII в., и беллетрист Василий Александрович Вонлярлярский.

## Описание герба
В щите, имеющем голубое поле, две медвежьи лапы.
Щит увенчан дворянскими шлемом и короной. Нашлемник: три страусовых пера. Намёт на щите голубой, подложенный серебром. Щитодержатели: два Воина, держащие в руках мечи остриём вниз. Герб рода Вонлярлярских внесён в Часть 4 Общего гербовника дворянских родов Всероссийской империи, стр. 125.

## Известные представители
- Вонлярлярский, Александр Александрович (1802—1861) — русский коммерсант, крупный подрядчик по постройке шоссейных и железных дорог.
- Вонлярлярский, Василий Александрович (1814—1852/1853) — русский писатель.
- Вонлярлярский, Владимир Михайлович (1852—1946) — крупный новгородский помещик и промышленник.
- Вонлярлярский, Евгений Петрович (1813—1881) — статс-секретарь, чиновник особых поручений, камергер, тайный советник, почётный опекун.
- Вонлярлярский, Иван Васильевич (1804—1853) — контр-адмирал.
- Вонлярлярский, Николай Михайлович (1846—1906) — генерал от кавалерии

- Наталья Федоровна Вонлярлярская (1858—1921) — морганатическая супруга (1890 год) немецкого герцога на русской службе Георгия Георгиевича Мекленбург-Стрелицкого.

- - Их сын, Георгий Георгиевич (1899—1963), в 1928 году усыновлён дядей, Михаилом Георгиевичем, и стал носить титул герцога Мекленбург, графа фон Карлов.